# Egano Righi-Lambertini
Egano Righi-Lambertini (Casalecchio di Reno, 22 februari 1906 – Rome, 4 oktober 2000) was een Italiaans geestelijke en kardinaal van de Katholieke Kerk.
Righi-Lambertini studeerde aan de Universiteit van Bologna en aan La Sapienza in Rome. Hij werd op 25 mei 1929 priester gewijd. Hij werkte vervolgens een aantal jaren als priester in Bologna alvorens in 1936 terug te keren naar Rome, waar hij verder studeerde aan de Pauselijke Ecclesiastische Academie, de diplomatenopleiding van het Vaticaan. Hij trad in 1939 in dienst van het Staatssecretariaat van de Heilige Stoel en werd auditor op de apostolische nuntiatuur in Rome. In 1949 kreeg hij eenzelfde functie op de nuntiatuur in Frankrijk. Hierna was hij achtereenvolgens Zaakgelastigde in Costa Rica, Venezuela en het Verenigd Koninkrijk.
Paus Johannes XXIII benoemde Righi in 1960 tot titulair aartsbisschop van Doclea en tot nuntius in Libanon. Hij nam deel aan het Tweede Vaticaans Concilie. Van 1962 tot 1965 was hij nuntius in Chili en vervolgens in Italië. In 1969 volgde zijn benoeming tot nuntius in Frankrijk en tot permanent assessor bij de Raad van Europa. Hij werd in 1979 onderscheiden als Grootofficier in het Legioen van Eer.
Tijdens het consistorie van 30 juni 1979 creëerde paus Johannes Paulus II hem kardinaal. De San Giovanni Bosco in via Tuscolana werd zijn titeldiakonie. Hij opteerde in 1990 voor de orde der kardinaal-priesters en kreeg bij die gelegenheid de Santa Maria in Via als titelkerk.
Tijdens zijn uitvaart ging Johannes Paulus II zelf voor in de mis.